# Penelope (2006)
Penelope ist eine US-amerikanisch-britische Filmkomödie von Mark Palansky aus dem Jahr 2006.

## Handlung
Penelope leidet darunter, dass sie von Geburt an eine Nase hat, die aussieht wie der Rüssel eines Schweins. Diese Nase verdankt sie dem Fluch einer Hexe. Er kann nur aufgehoben werden, wenn jemand „ihres Blutes“ Penelope so liebt, wie sie ist – also ein Adliger, wie man meint. Penelopes Mutter engagiert darum eine Heiratsvermittlerin, die Penelope adeligen Herren vorstellt. Diese flüchten jedoch beim ersten Anblick. Um Penelope vor der Öffentlichkeit und der Presse zu schützen, müssen die Heiratskandidaten einen Geheimhaltungsvertrag unterschreiben.
Zwei dieser Kandidaten stehen besonders im Mittelpunkt der Geschichte: Edward Vanderman, der sich vor der Presse mit der noch nicht bekannten Geschichte eines „Monsters“ lächerlich macht und darum einen weiteren Kandidaten namens Max (eigentlich Johnny) vorschickt, um ein Beweisfoto von Penelope machen zu lassen. Max verliebt sich in Penelope, kann jedoch den Fluch nicht aufheben, da er kein Adeliger ist, und flieht schließlich.
Mit der Zeit findet es Penelope immer schwieriger, sich verstecken zu müssen, und begibt sich heimlich in die Stadt. Um nicht erkannt zu werden, trägt sie die ganze Zeit einen Schal vor dem Gesicht. Ihre Eltern finden sie allerdings, als sie ohnmächtig geworden ist und ins Krankenhaus muss.
Inzwischen weiß auch die Welt über Penelope Bescheid und so kann sie furchtlos durch die Stadt ziehen, ohne sich verschleiern zu müssen.
Da Edward sich in der Öffentlichkeit lächerlich gemacht hat, wird er von seinem Vater dazu gezwungen, Penelope zu heiraten. Kurz vor dem Jawort überlegt es sich Penelope jedoch anders. Sie begreift, dass sie sich so mag, wie sie ist. Mit dieser Erkenntnis löst sie selbst den Fluch. Sie verlässt ihr Elternhaus und wird Lehrerin. Auf einer Halloweenparty schmuggelt sie sich verkleidet in Johnnys Wohnung. Er erkennt sie jedoch und küsst sie. Sie beschließen daraufhin, zusammenzubleiben.

## Kritiken
Kirk Honeycutt lobte im Hollywood Reporter vom 15. September 2006 die „gekonnte“ Regie des „klugen“ „modernen Märchens“. Das echte Problem von Penelope seien ihre „überfürsorglichen“ Eltern. Honeycutt lobte die Darstellungen von Christina Ricci, Catherine O’Hara, Richard E. Grant, Simon Woods und Peter Dinklage.

„Die farbenfrohe und verspielte Inszenierung des modernen Märchens verrät Hingabe. Der Zuschauer träumt sich mit Penelope durch eine fantastische Welt voller Zuckerwatte und Seifenblasen und wird dabei stets auf ein samtenes Wohlfühlkissen gebettet. Die offensichtliche Kritik am Schönheitswahn kommt nicht als Moralkeule daher, sondern als kitzelnder Zeigefinger, der uns Schmunzeln lässt. Fazit Ein romantisches Märchen mit aktuellem Bezug, das vor allem von seiner fantastischen Atmosphäre lebt.“

„Der liebenswerte Spaß im Stil von Tim Burtons ‚Edward mit den Scherenhänden‘ ist bis in die kleinsten Rollen gut besetzt. Die skurrile „Das hässliche Entlein“-Variante erfreut zudem mit schwarzem Humor und schrägen Dialogen. Saustark!“

„Vielleicht trägt Mark Palansky teilweise zu dick auf und gestaltet sein modernes Filmmärchen zu süß. Doch irgendwie erobert Christina Ricci als ‚Penelope‘ die Herzen der romantisch veranlagten Zuschauer im Schweinsgalopp, so dass man trotz Zuckerguss keine Zahnschmerzen bekommt. Dies alles qualifiziert ‚Penelope‘ als liebenswerten Film für verregnete Tage. Einen dicken Pluspunkt sammelt Palanskys Filmdebüt mit seiner Musikauswahl. Denn spätestens wenn Sigur Rós’ grandioses ‚Hoppípolla‘ das euphorische Finale einleitet, ist klar, dass der Nachwuchsregisseur einen blendenden Musikgeschmack hat, der die Bilder und die Songs in Harmonie verschmelzen lässt.“

## Hintergrund
Der Film wurde in London am Anfang des Jahres 2006 gedreht. Seine Weltpremiere fand am 8. September 2006 auf dem Toronto Film Festival statt. Am 24. November 2006 wurde er auf dem New York Film Festival gezeigt.